# 248 (număr)
248 (două sute patruzeci și opt) este numărul natural care urmează după 247 și precede pe 249 într-un șir crescător de numere naturale.

## În matematică
248:
- Este un număr par.
- Este un număr compus.[1]
- Este un număr deficient.[2][3]
- Este un număr intangibil.[4][5]
- Este un număr refactorabil [6][7]
- Este un număr Erdős-Woods[8][9]
- Este un număr harshad[10] în bazele 3, 4, 6, 7, 9, 11, 13 (și alte 18 baze).
- Este un număr nontotient.[11][12]
- Este un număr palindromic[13][14] în bazele 13 (16113), 30 (8830), 61 (4461), 123 (22123) și 247 (11247).
- Grupul Lie excepțional E8 are dimensiunea 248.

## În știință

### În astronomie
- Obiectul NGC 248 din New General Catalogue este o nebuloasă difuză din Micul Nor al lui Magellan, în constelația Tucanul.
- 248 Lameia este un asteroid din centura principală.
- 248P/Gibbs este o cometă periodică din sistemul nostru solar.